# Base militare italiana di supporto "Amedeo Guillet"
La base militare italiana di supporto "Amedeo Guillet" è una base operativa avanzata interforze delle forze armate italiane all'estero, situata nello Stato africano di Gibuti, nei pressi della città di Loyada a 17 km dal confine con la Somalia. È intitolata al tenente Amedeo Guillet.
Dipende dal Comando operativo di vertice interforze (COVI).
Ospita mediamente un centinaio di militari, appartenenti a Esercito Italiano, Marina Militare, Aeronautica Militare e Arma dei Carabinieri, ma può accogliere fino a 300 persone e ha il compito principale di fornire supporto logistico alle operazioni militari italiane in Africa orientale e nell'Oceano Indiano.

## Storia

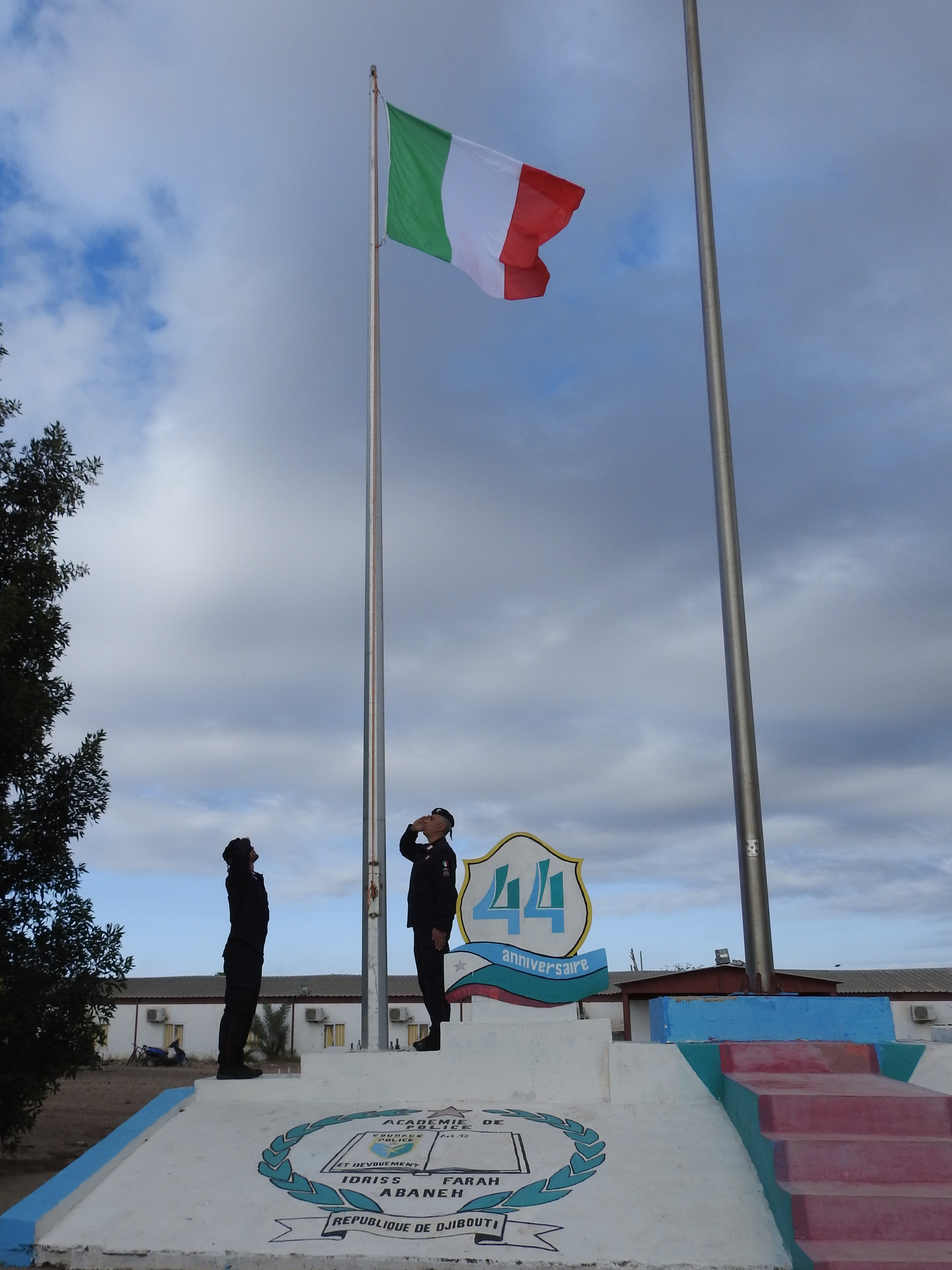
Carabinieri della MIADIT Somalia effettuano l'alzabandiera all'interno dell'Accademia della Police National Djiboutienne

La base avanzata è stata costruita nel dicembre 2012 in soli due mesi dal 6º Reggimento genio pionieri, è stata inaugurata il 23 ottobre 2013 ed è pienamente operativa da marzo 2014.
La base italiana ospitava i nuclei militari di protezione della brigata San Marco, destinati all’imbarco sui mercantili in transito diretti nell’Oceano Indiano, e team di forze speciali italiane. 
Dal 2013 ospita inoltre un'unità addestrativa dell'Arma dei Carabinieri che costituisce la MIADIT, per l'addestramento della locale forza di polizia e di quella somala.
L’Aeronautica Militare Italiana schierava con il Task Group Atlante inquadrato nella Task Force Air Gibuti invece due velivoli Predator A Plus del 32º Stormo di Amendola (Foggia), ora rientrati, droni disarmati utilizzati per il contrasto del terrorismo della pirateria in missioni di supporto all'operazione EUNAVFOR.
La base di supporto funge anche da transito per i reparti dell’Esercito diretti a Mogadiscio per la missione EUTM Somalia che addestra e offre consulenza alle forze dell’esercito somalo.
La sicurezza e la protezione della base di Gibuti è affidata a rotazione a fucilieri dell'aria del 16º Stormo dell'A.M, a fucilieri di marina della Brigata San Marco della M.M. e a militari dell’Esercito Italiano, come il 2º Reggimento Alpini, il 121º Reggimento artiglieria contraerei "Ravenna", il 5º Reggimento Artiglieria Terrestre "Superga" e il 3º Reggimento Bersaglieri.
Nell'aprile 2023 sono partiti dall'aeroporto di Gibuti due C-130 dell'Aeronautica militare alla volta di Khartum, con a bordo forze speciali italiane dell'Esercito e dei Carabinieri, per evacuare i circa 200 italiani presenti in Sudan, accolti nella base di Gibuti.
Nel 2024 offre assistenza logistica alla nave Caio Duilio, impegnata nell'operazione Aspides.

## Comandanti
- Colonnello (E.I.) Stefano Antonicelli (ottobre 2013 - settembre 2014)
- Colonnello (A.M.) Giuseppe Finocchiaro (settembre 2014 - marzo 2015)
- Capitano di Vascello (M.M.) Massimo Pellegrini (marzo 2015 - ottobre 2015)
- Colonnello (E.I.) Pietro Mazzagatti (ottobre 2015 - settembre 2016)
- Colonnello (A.M.) Gianni Spaziani  (settembre 2016 - ottobre 2017)
- Colonnello (E.I.) Lorenzo Guani (ottobre 2017 - ottobre 2018)
- Capitano di Vascello (M.M.) Liborio F. Palombella (ottobre 2018 - ottobre 2019)
- Colonnello (E.I.) Michele Chiedi (novembre 2019 - gennaio 2021)
- Colonnello (A.M.) Luigi Bigi (gennaio 2021 - gennaio 2022)
- Colonnello (E.I.) Gennaro Scotto di Santolo (gennaio 2022 - febbraio 2023)
- Capitano di Vascello (M.M.) Paolo Spagnoletta (febbraio 2023 - ottobre 2023)
- Capitano di vascello (M.M.) Marco Maraglino (ottobre 2023 - febbraio 2024)
- Colonnello (E.I.) Stefano Capriglione (febbraio 2024 - Marzo 2025)
- Colonnello (A.M.) Francesco Sassara   (Marzo 2025 - in carica)